# پری‌شاهرخ اتیوپی
پری‌شاهرخ اتیوپی (نام علمی: Oriolus monacha) نام یک گونه از سرده پری‌شاهرخ است.